# Ивановский государственный театральный комплекс

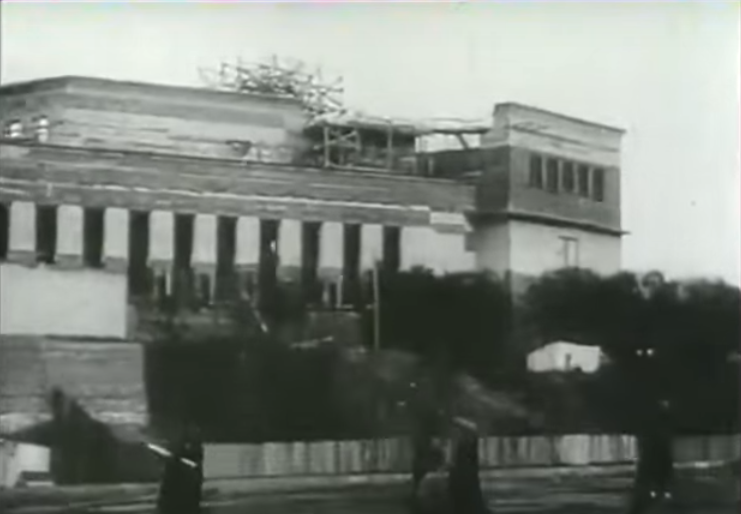
Строительство. 1935 год

Ивановский Большой драматический театр до закрытия на реконструкцию в 1965 году.

Ивановский государственный театральный комплекс (Ивановский «Дворец искусств») — многофункциональное здание, включающее в себя несколько театральных площадок. Расположено в городе Иваново на площади Пушкина, дом 2. До 1965 года назывался «Ивановский Большой драматический театр».
В здании расположены Ивановский областной музыкальный театр, Ивановский областной драматический театр, Ивановский театр кукол.

## История
Дворец искусств расположен на Покровской горе, на берегу реки Уводи. На этом месте до 1931 года располагались Покровский и Троицкий соборы Покровского мужского монастыря (см. Храмы Иванова).
В 1932 году по проекту архитектора Власова Александра Васильевича началось строительство здания Ивановского большого драматического театра, которое было задумано как главное общественное здание города. В 1939 году дворец был открыт. Ивановский театр был третьим по величине в стране после театров Новосибирска (Новосибирский театр оперы и балета) и Ростова-на-Дону (Ростовский академический театр драмы им. М. Горького).
28 сентября 1940 года в новом здании Ивановского большого драматического театра состоялась премьера спектакля по пьесе Николая Погодина «Кремлёвские куранты».
В 1965 году здание было закрыто на ремонт и реконструкцию, которая продлилась до 1987 года. Проект реконструкции разработан институтом «Гипротеатр», главный архитектор проекта Г. М. Татулов, конструктор С. А. Белов. В результате фасады дворца были переоформлены и облицованы крымским известняком и армянским туфом. Также были отремонтированы и переоборудованы внутренние помещения дворца, общий объём после реконструкции увеличился на 15 %. Объём здания составляет 150 000 м³. Количество этажей от 2-х до 7 при площади всех полов здания 17 000 м². На площади перед комплексом был сооружен фонтан, оснащённый подсветкой.
В 1986 году, непосредственно перед открытием, в здании произошёл пожар, в результате которого пострадала внутренняя отделка и посадочные места одного из зрительных залов. В 1987 году, после восстановления, дворец был вновь открыт.
В настоящий момент в здании театрального комплекса расположены музыкальный театр с залом на 1464 места, драматический театр на 733 места, театр кукол с залом на 305 мест и ночной клуб на 200 посадочных мест (ранее «Зеленый бар»).
В 2008 году проведён капитальный ремонт помещений театра кукол, в 2009 году произведена реконструкция Ивановского драматического театра. В 2011 году закончена реконструкция музыкального театра.
10 июня 2024 года при проведении ремонтных работ на крыше здания произошло возгорание в результате которого взорвался газовый баллон. Персонал театра был эвакуирован.